# Anna Wilson
Anna Wilson o Anna Millward (nom de casada) (Melbourne, 26 de novembre de 1971) va ser una ciclista australiana. Del seu palmarès destaca els dos Copes del món aconseguides el 1999 i el 2001. També va aconseguir pujar al podi als Campionats del Món en ruta i als Jocs de la Commonwealth. Va participar en dos edicions del Jocs Olímpics aconseguint dos quarts llocs a Sydney.
El 2000 va batre el rècord de l'hora, marca que només va mantenir durant un més, ja que va ser superada per Jeannie Longo.

## Palmarès
- 1995
  - Vencedora d'una etapa a la Women's Challenge
- 1996
  - 1a a la Women's Challenge
  - Vencedora d'una etapa a la Volta a Mallorca
- 1997
  -  Campiona d'Austràlia en contrarellotge
- 1998
  -  Campiona d'Austràlia en contrarellotge
  - Vencedora de 3 etapes a la Women's Challenge
  - Vencedora de 3 etapes al Giro d'Itàlia
  - Vencedora d'una etapa al Gran Bucle
  - Vencedora de 2 etapes al Tour de Snowy
- 1999
  - 1a a la Copa del món
  - 1a al USA Cycling National Racing Calendar
  - 1a al Sea Otter Classic i vencedora de 2 etapes
  - 1a a la Canberra World Cup
  - 1a a la Final d'Embrach
  - 1a al Gran Premi de Plouay
  - 1a al Gran Premi de les Nacions
  - Vencedora d'una etapa al Women's Challenge
  - Vencedora d'una etapa al Tour de l'Aude
  - Vencedora d'una etapa al Tour de Snowy
- 2000
  -  Campiona d'Austràlia en ruta
  - 1a a la Women's Challenge i vencedora de 2 etapes
  - 1a a la Canberra World Cup
  - Vencedora d'una etapa al Tour de l'Aude
  - Vencedora de 2 etapes a la Volta a Turíngia
  - Vencedora de 3 etapes a la Volta a Suïssa
  - Vencedora de 3 etapes al Tour de Snowy
- 2001
  -  Campiona d'Austràlia en contrarellotge
  - 1a a la Copa del món
  - 1a al Sea Otter Classic i vencedora de 3 etapes
  - 1a a la Canberra World Cup
  - 1a al Gran Premi de Plouay
  - 1a a la World Cup Hamilton City
  - 1a al Gran Premi de les Nacions
  - Vencedora d'una etapa a la Volta a Turíngia
  - Vencedora de 3 etapes al Tour de l'Aude
  - Vencedora de 3 etapes al Tour de Snowy
- 2002
  - Vencedora de 2 etapes a la Women's Challenge